# Panacea (papillon)
Pour les articles homonymes, voir Panacea.
Genre
Panacea est un genre de lépidoptères (papillons) de la famille des Nymphalidae et de la sous-famille des Biblidinae.

## Dénomination
Le genre Panacea a été décrit par Frederick DuCane Godman et Osbert Salvin en 1883.
Synonyme : Pandora Doubleday, [1848].

## Liste des espèces
- Panacea bleuzeni (Plantrou & Attal, 1986)
- Panacea chalcothea (Bates, 1868)
- Panacea divalis (Bates, 1868)
- Panacea procilla (Hewitson, 1854)
- Panacea prola (Doubleday, 1848)
- Panacea regina (Bates, 1864)[1]

## Répartition
Ils résident tous en Amérique du Sud et Amérique centrale. Les plantes hôtes de leurs chenilles sont des Caryodendron (Euphorbiaceae).